# Sarcophaga resnikae
Sarcophaga resnikae är en tvåvingeart som beskrevs av Andy Z. Lehrer 1996. Sarcophaga resnikae ingår i släktet Sarcophaga och familjen köttflugor. Inga underarter finns listade i Catalogue of Life.